# 交剛之戰
西元前579年的夏天，秦桓公夥同白狄相約，趁著晉國顧及與楚國於宋國會盟時而不暇設置防備的機會下，攻打晉國。。同年秋天，晉國軍隊在交剛擊敗了白狄，此事也成為次年麻隧之戰的導火線。